# بيخان سلطان (ابنة مصطفى الثالث)
بيخان سلطان (13 يناير 1766 ـ 7 نوفمبر 1824) هي ابنة السلطان العثماني مصطفى الثالث، والأخت الأثيرة للسلطان سليم الثالث. كانت واسعة الثراء بفضل الإقطاعات العديدة التي أقطعها إياها أخوها السلطان سليم الثالث وعمها السلطان عبد الحميد الأول.